# 中央消防署 (さいたま市)
中央消防署（ちゅうおうしょうぼうしょ）は、埼玉県さいたま市中央区にあるさいたま市消防局が管轄する消防署である。本署は国家公務員宿舎跡地に2021年(令和3年)12月1日に移転した。

## 沿革
- 1965年（昭和40年）
  - 4月 - 与野市消防本部・与野市消防署を設置する。
  - 7月 - 救急業務を開始する。消防本部・消防署（現：中央消防署）庁舎が落成する。
- 2001年（平成13年） - さいたま市発足に伴い、与野市消防本部はさいたま市消防本部に統合され、与野市消防署からさいたま市与野消防署に改称。
- 2003年（平成15年）4月1日 - さいたま市が政令指定都市に移行したことにより、さいたま市消防局に改称。さいたま市中央消防署となる。
- 2021年（令和3年）12月1日 - 中央区下落合五丁目7番18号から中央区下落合四丁目13番1号に移転。

## 本署所在地
- さいたま市中央区下落合四丁目13番1号

## 設置部隊
- 指揮隊
- ポンプ隊
- 救急隊
- はしご隊
- 特別救助隊

## 配備車両
- 消防ポンプ車 - 1台
- 水槽付きポンプ車 - 1台
- はしご車 - 1台
- 救助工作車Ⅱ型 - 1台
- 資機材搬送車 - 1台
- 高規格救急車 - 2台
- 消防指揮車 - 1台

## 近隣施設
- さいたま市中央区役所
- さいたま市立与野図書館
- さいたま地方法務局
- 与野本町駅